# Frigate Bird

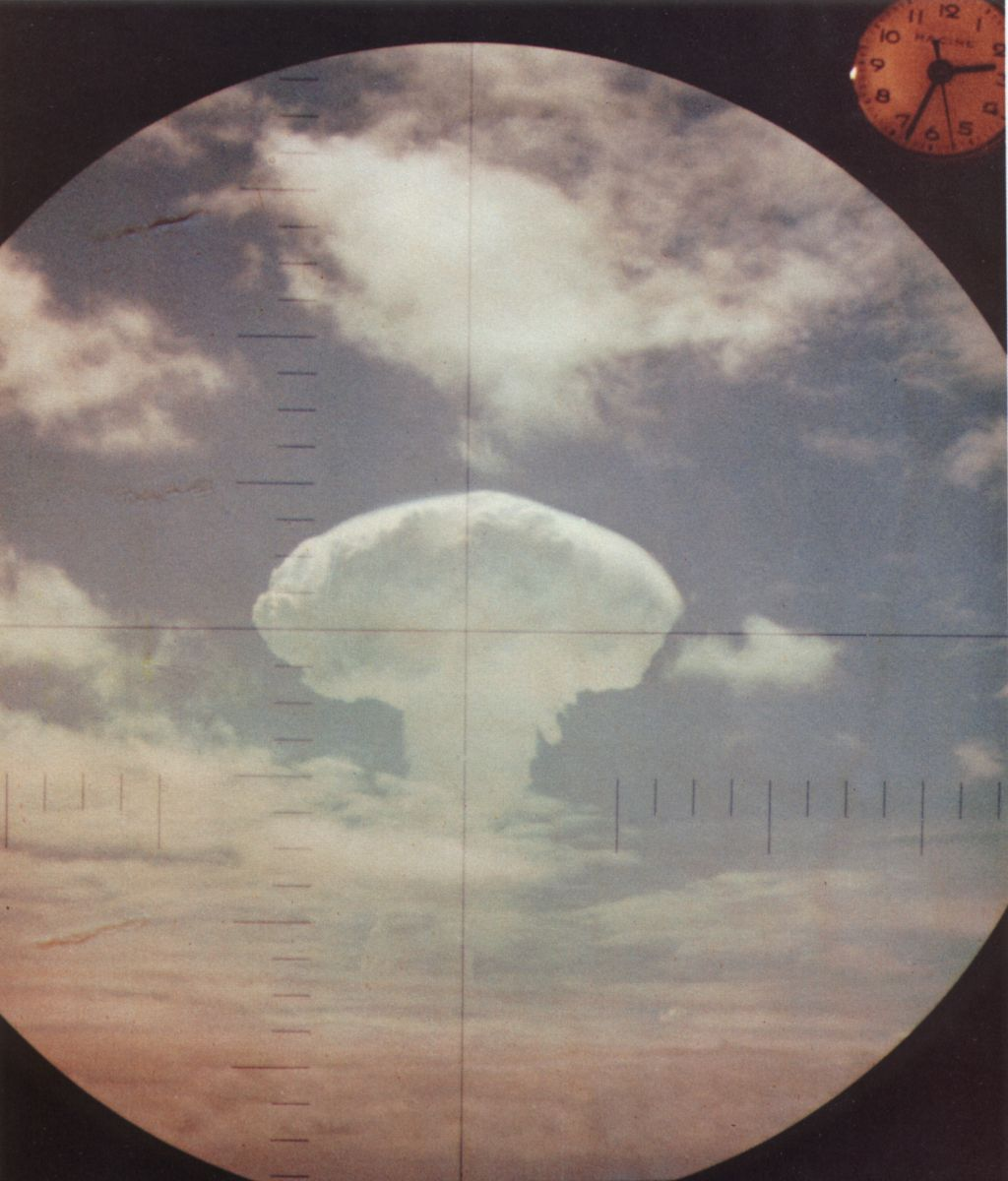
Đám mây hình nấm của Frigate Bird (nhìn qua kính tiềm vọng)

Frigate Bird (Chim gõ kiến) (phiên âm tiếng Việt Phrai-gây-tơ Bớt) là tên một quả bom hạt nhân của Hoa Kỳ được thử nghiệm ngày 6 tháng 5 năm 1962. Quả bom được phóng lên không trung bằng một tên lửa đẩy mang đầu đạn W-47Y1. Nó phát nổ ở độ cao 2, 530 m trên bầu trời đảo Johnston, quần đảo Johnston (tọa độ chính xác là 4.833 độ Bắc, 149.417 độ Đông).